# رولف هالر
رولف هالر (انگلیسی: Rolf Haller؛ زادهٔ ۹ اوت ۱۹۵۷) دوچرخه‌سوار اهل آلمان است.